# Flagship Studios
Flagship Studios – amerykańskie studio produkujące gry komputerowe. Zostało założone w 2003 roku przez byłych pracowników firmy Blizzard Entertainment (Erich i Max Schaefer oraz David Brevik), w której pracowali przy stworzeniu m.in. serii Diablo, Warcrafta, StarCrafta oraz World of Warcraft. Pierwotnie Erich i Max Schaefer oraz David Brevik byli założycielami firmy Condor, w której od 1995 roku pracowali na stworzeniem pierwszej części serii Diablo na zlecenie Blizzarda – następnie w 1996 roku ich firma została oficjalnie przejęta przez Blizzard Entertainment i przemianowana na Blizzard North. Przedsiębiorstwo było odpowiedzialne za stworzenie gry Hellgate: London.
Flagship Studios współpracowało z firmami: Electronic Arts, Namco i HanbitSoft.
Studio rozwiązano w 2008 roku.